# Троїцьке (Павлоградський район)
Тро́їцьке — село в Україні, в Павлоградському районі Дніпропетровської області. Адміністративний центр Троїцької сільської громади. Населення за переписом 2021 року становить 1082 особи.
В селі Троїцьке є загальноосвітня школа І-ІІІ ступенів, дитячий садок, будинок культури, бібліотека, амбулаторія сімейної медицини. Окрім цього, з 2006 року в Троїцькому діють Будинок спільного проживання та Центр реабілітації людей похилого віку, підпорядковані Територіальному центру соціальної допомоги (соціальних послуг) Павлоградського району.

## Географія
Село Троїцьке розміщене на лівому березі річки Вовча і на річці Мала Терса, на протилежному березі річки Вовча — село Великоолександрівка (Синельниківський район). Через село проходить автомобільна дорога Т 0408.

## Історія
На території села виявлені кургани епохи бронзи та залишки ранньослов'янського поселення Черняхівської культури.
В письмових джерелах вперше згадується 1783 року. В той час воно належало князю О. О. Прозоровському. Станом на 1886 рік у селі Троїцьке Городищенської волості Павлоградського повіту Катеринославської губернії мешкало 745 осіб, налічувалось 134 двори, існувала православна церква.
До 2017 року було центром  Троїцької сільської ради, якій також належали села Вербове та Левадки.

## Населення

### Мова
Розподіл населення за рідною мовою за даними перепису 2001 року:
| Мова            | Кількість | Відсоток |
| --------------- | --------- | -------- |
| українська      | 1311      | 94.18 %  |
| російська       | 50        | 3.59 %   |
| румунська       | 3         | 0.22 %   |
| білоруська      | 2         | 0.14 %   |
| польська        | 1         | 0.07 %   |
| інші/не вказали | 25        | 1.80 %   |
| Усього          | 1382      | 100 %    |

## Люди
- В селі народився Духовенко Семен Ілліч (1930—2005) — український художник театру, скульптор, педагог.
- В селі похований Грабовий Валерій Миколайович (1969—2014) — старший лейтенант Збройних сил України, учасник російсько-української війни.

## Клімат
Атлантико-континентальний, не досить вологий, характеризується жарким літом, з відлигами, малосніжний. Число посушливих днів: 80 (квітень-жовтень). Пріоритетним напрямком вітру є: теплий період — західний — 18 % днів, холодний період — східний — 23 % днів.
Середня температура повітря за рік: +4,4 °C. Абсолютний мінімум: −34 °C. Абсолютний максимум: +39 °C.

## Підприємства
Найбільшим в с. Троїцьке та одним з найбільших в Павлоградському районі підприємств за обсягами виробництва сільськогосподарської продукції є Товариство з обмеженою відповідальністю «Агро КМР», україно-французьке підприємство, створене у 2006 році за рахунок іноземних інвестицій громадян Франції.
ТОВ «Агро КМР» є активним учасником проєктів розвитку територіальної громади.

## Культура і спорт

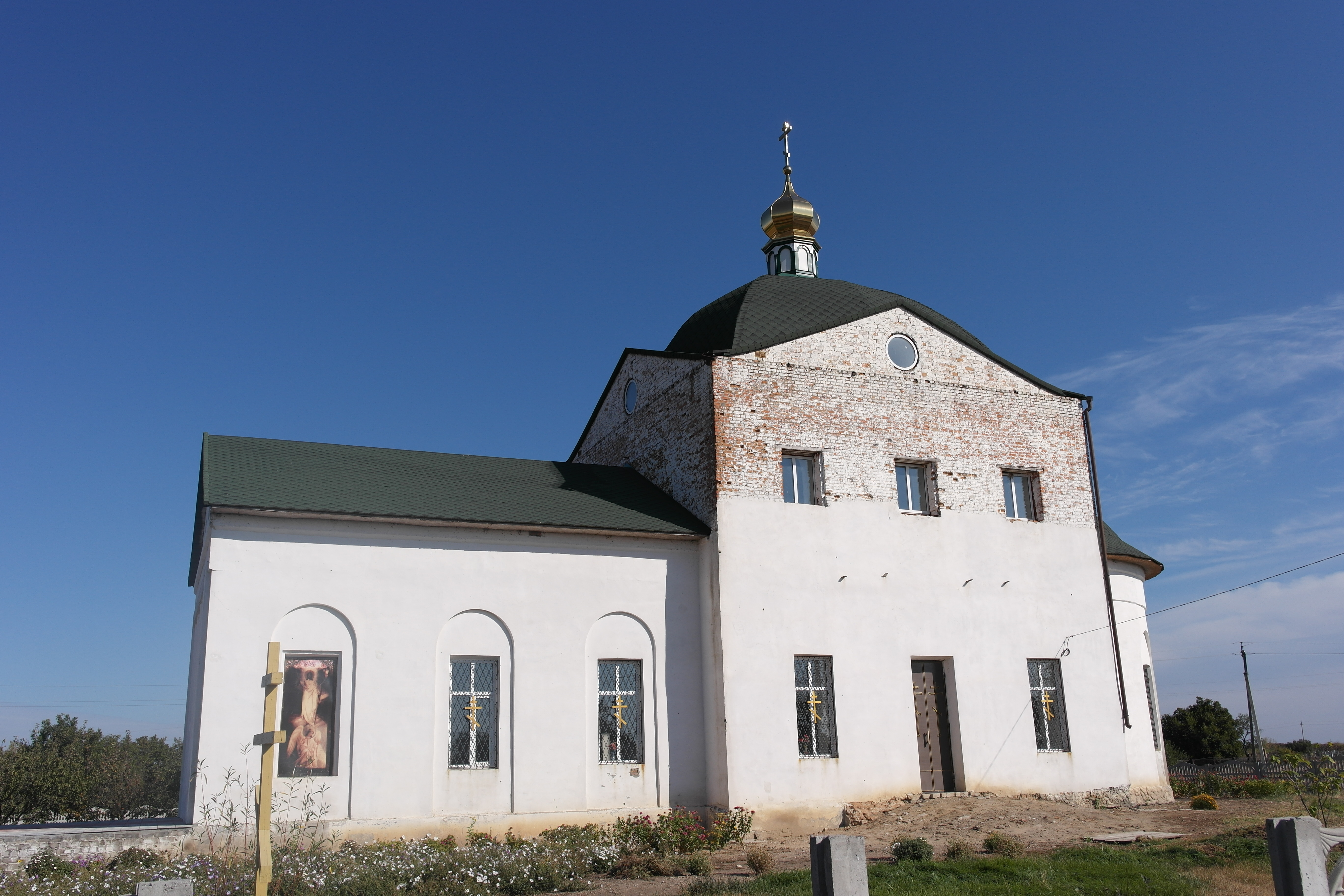
Свято-Троїцька церква

На території села розташований Свято-Троїцький храм, який 4 червня 2011 року відзначив своє 200-річчя. Свято пройшло за участю Високопреосвященнійшого Іринея, Митрополита Дніпропетровського і Павлоградського, Благочинного Павлоградського церковного округу протоієрея Валентина Цешковського, настоятеля Свято — Троїцького храму протоієрея Віталія Сопівника та собору духовенства, голови Павлоградської райдержадміністрації Дудніка В. М. та голови районної ради Булгакова В. Г., депутата обласної ради Адамського А. П., мешканців села Троїцьке.
В будинку культури функціонують театральні, музичні та інших гуртки, діють вокальні колективи «Краяни» та «Горлиця», без яких не обходиться жодний культурний захід села.
«Горлиця» неодноразово брала участь у районних, обласних та всеукраїнських конкурсах народних творчих колективів.
У 2011 році відкрито осередок ШБГ «ХОРС», там діти займаються українським національним бойовим мистецтвом під назвою «Бойовий Гопак».
Футбольна команда с. Троїцьке неодноразово брала першість району і виходила на міжобласний рівень.
На території є дитячий садок, будинок культури, 2 бібліотеки, амбулаторія, стадіон, тренажерний зал, Будинок спільного проживання та Центр реабілітації людей похилого віку.

## Пам'ятки
- Свято-Троїцький Храм 1811 року.
- Поблизу села розташований ландшафтні заказники місцевого значення Балка Городище та Троїцько-Вишневецький.

Історичні пам'ятники:
- Пам'ятник Володі Ульянову,
- Пам'ятник С. М. Кірову(знесений під час декомунізації),
- Пам'ятник вчителю-підпільнику І. П. Запорожченко,
- Меморіал загиблим воїнам,